# Страсбургер, Герман
Герман Страсбургер (нем. Hermann Strasburger; 21.06.1909, Бонн — 04.04.1985, Женева) — немецкий историк-антиковед. Профессор.
Внук Эдуарда Страсбургера, сын Юлиуша Страсбургера.
В 1950 г. приглашённый профессор Чикагского университета.
В 1963-77 гг. профессор Фрайбургского университета, затем эмерит.
Член Гейдельбергской АН (1964), членкор Британской академии (1969).
Похоронен во Фрайбурге.